# سيرة ذاتية (أدب)

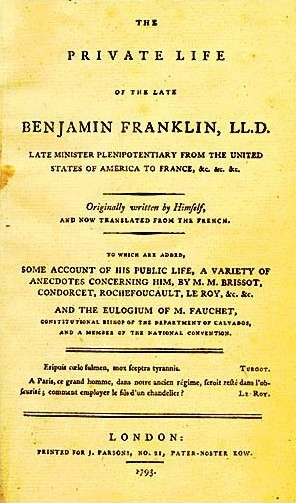

الترجمة الذاتية أو السيرة الذاتية أو البيوغرافيا الذاتية (مناللاتينية: autobiographia أوتوبيوغرافيا) هي من أنواع الكتابة الأدبية، وتعني فن سرد الشخص لسيرة حياته أو جزء منها، ويصعب تحديد تعريف معين لهذا النوع الأدبي، لكونه أكثر مرونةً من الأنواع الأخرى وأقل وضوحاً، فهي إما أن تتراوح ما بين سرد لأجزاء من حياة الشخص، أو عرض ليومياته، أو اعترافات شخصية، كأن يعترف الكاتب بالأخطاء التي ارتكبها في مرحلة ما من حياته.
يأتي أصل كلمة السيرة الذاتية في الإنجليزية من الكلمات اليونانية (αὐτός-autos= self) وتعني ذات و(βίος-bios =life) وتعني الحياة و (γράφειν-graphein = write) وتعني الكتابة؛ كما تسمى أيضًا بشكل غير رسمي بالـ(autobio). والسيرة الذاتية هي سرد شخص ما لقصة حياته. كان أول من استخدم كلمة «السيرة الذاتية» ويليام تايلور عام 1797 في الدورية الإنجليزية المراجعة الشهرية وكان بشكل مستهجن. إذ أشار إلى أن الكلمة هجينة، واستهجنها كونها «متحذلقة». لكنّ استخدامها التالي المسجل بواسطة روبرت ساوذي عام 1809 كان بمعناها الحالي. رغم أنها أُعطيت اسمها فقط في أوائل القرن التاسع عشر، فإن كتابة أول شخص لسيرةٍ ذاتية تعود إلى العصور القديمة. يميز روي باسكال السيرة الذاتية عن شكل التأمل الذاتي الدوري لكتابة المفكرات أو اليوميات عبر الإشارة إلى أن «[السيرة الذاتية] هي استعراض للحياة من لحظة معينة، بينما تتحرك اليوميات، مهما كانت تأملية، عبر سلسلة من اللحظات في الزمن». وبالتالي فالسيرة الذاتية تستعرض حياة كاتبها منذ لحظة التكوين. بينما يعتمد كتاب السيرة بشكل عام على مجموعة متنوعة من المستندات ووجهات النظر، قد تعتمد السيرة الذاتية بالكامل على ذاكرة الكاتب. يرتبط قالب المذكرات ارتباطًا وثيقًا بالسيرة الذاتية ولكنه يميل، كما يدّعي باسكال، إلى التركيز بشكل أقل على الذات وأكثر على الآخرين أثناء استعراض كاتب السيرة الذاتية لحياته أو حياتها.

## السيرة الشخصية
=== قصة الحي
أعمال السيرة الذاتية بطبيعتها ذاتية (غير موضوعية). إذ تؤدي عدم قدرة المؤلف -أو عدم رغبته- في تذكر الذكريات بدقة في بعض الحالات إلى معلومات مضللة أو غير صحيحة. وقد أشار بعض علماء الاجتماع وعلماء النفس أن السيرة الذاتية تقدم للمؤلف القدرة على إعادة إختراع التاريخ.

### السيرة الذاتية الروحية
السيرة الذاتية الروحية هي قصة صراع المؤلف أو رحلته إلى الإله، التي تبعها تحول دينيّ، غالبًا ما قطعته لحظات من الارتداد. يعيد المؤلف صياغة حياته/ها كدليل على القصد الإلهي من خلال مواجهاته مع الإله. أقدم مثال على السيرة الذاتية الروحية هو اعترافات القديس أوغسطين لكنّ التقليد توسع ليشمل تقاليد دينية أخرى في أعمال مثل سيرة زاهد روهاري آن أوتو بيوجرافي وبلاك إيلك سبيكس التي تقوم السيرة الذاتية الروحية بمثابة تأييد لدينه/ا.

### المذكرات
تختلف المذكرات قليلًا في الطابع عن السيرة الذاتية. فبينما تركز السيرة الذاتية عادة على «حياة الكاتب والعصر الذي عاش فيه»، فإن المذكرات لها تركيز أضيق وأكثر حميمية على ذكرياته ومشاعره وعواطفه. كثيرًا ما يكتب السياسيون أو القادة العسكريون المذكرات لتكون وسيلة تسجيل ونشر رواية عن مآثرهم العامة. أحد الأمثلة المبكرة على ذلك هو تعليقات على الحرب الغالية (باللاتينية: Commentarii de Bello Gallico) ليوليوس قيصر. في هذا العمل، يصف قيصر المعارك التي دارت خلال السنوات التسع التي قضاها في قتال الجيوش المحلية في الحروب الغالية. مذكراته الثانية، تعليقات على الحرب الأهلية (باللاتينية: Commentarii de Bello Civili) هي سرد للأحداث التي وقعت بين عاميّ 49 و 48 ق.م. في الحرب الأهلية ضد بومبينوس الكبير ومجلس الشيوخ الروماني.
كتب ليونور لوبيز من قرطبة (1362-1420) ما يفترض أنه أول سيرة ذاتية باللغة الإسبانية. نجم عن الحرب الأهلية الإنجليزية (1642-1651) عددًا من الأمثلة لهذا القالب الأدبيّ، منها أعمال السير إدموند لودلو والسير جون ريريسبي. تشمل الأمثلة الفرنسية من نفس الفترة مذكرات كاردينال ريتز (جين فرانسواز بول دي غوندي) (1614–1679) ودوق سانت سيمون (لويس دي ريوفروي).

### سيرة ذاتية خيالية
يشير مصطلح (السيرة الذاتية الخيالية) إلى الروايات المتعلقة بشخصية خيالية مكتوبة كما لو كانت الشخصية تكتب سيرتها الذاتية بنفسها، ما يعني أن الشخصية هي الراوي بضمير المتكلم، وأن الرواية تتناول الصراعات الداخلية والتجارب الخارجية للشخصية. تعتبر رواية مول فلاندرز للكاتب دانيال ديفو من الأمثلة المبكرة عن هذا النوع من الأعمال، وفيلم ديفيد كوبرفيلد لتشارلز ديكنز ينتمي أيضًا لهذه الفئة، وكذلك تعد جين آير لشارلوت برونتي مثال آخر عن السيرة الذاتية الخيالية. قد ينطبق المصطلح أيضًا على الأعمال الخيالية التي تدعي أنها سير ذاتية لشخصيات حقيقية، مثل مذكرات روبرت ناي للورد بايرون.

## السيرة الذاتية عبر العصور

### الفترة الكلاسيكية
كانت مثل هذه الأعمال في العصور القديمة تُسمى اعتذارًا أو تبريرًا، لأنها كانت تعتبر شرحًا أو تبريرًا لأفعال الكاتب وليست توثيقًا ذاتيًا، ومن الأمثلة على ذلك نيومان المسيحي للكاتب جون هنري التي نُشرت لأول مرة في عام 1864، أما المؤرخ اليهودي فلافيوس جوزيفوس فقد قدم سيرته الذاتية على شكل مدح للذات، وتبعها بتبرير لأفعاله كقائد لتمرد يهودي في منطقة الجليل.
أما أوغسطين (354 - 430) فقد استخدم عنوان الاعترافات لوصف أعماله التي تتحدث عن سيرته الذاتية، واستخدم جان جاك روسو نفس العنوان في القرن الثامن عشر، حين بدأ كتابة سلسلة من السير الذاتية الدينية، تميزت بأنها مفعم بالحيوية والأحاسيس والنقد الذاتي. يعتبر المؤرخون أن أوغسطين كتب أول سيرة ذاتية في العالم الغربي، وأصبحت نموذجًا يحتذى به من الكتاب المسيحيين خلال العصور الوسطى. تروي هذه السيرة أسلوب حياة سعيد عاشه أوغسطين لفترة من الزمن في شبابه، ثم ترك كل هذه الرفاهية ليعتنق المانوية التي ترفض الجنس والزواج في محاولة للوصول إلى الأخلاق الكاملة، لكنه عاد لاحقًا إلى المسيحية بسبب اعتناقه للشكوكية وتأثره بالحركة الفكرية الجديدة، وطور وجهة نظر تقول أن الجنس جيد، لكن العزوبية أفضل، واعتبر الأول كالفضة والثانية كالذهب. أثرت آراء أوغسطين بشدة على اللاهوت الغربي لاحقًا، وستظل الاعترافات التي كتبها من بين أعظم روائع الأدب الغربي وأكثرها تأثيرًا.

### السير الذاتية الأولى
كتبت النبيلة الإسبانية ليونور لوبيز دي كوردوبا، مذكراتها في القرن الخامس عشر والتي قد تكون أول سيرة ذاتية تظهر في تلك الفترة.
احتفظ ظاهر الدين محمد بابور، الذي أسس سلالة المغول في جنوب آسيا، بسجلات تحكي عن سيرته الذاتية عرفت بكتاب بابور، والتي يُعتقد أنها كُتبت بين عامي 1493 و1529.
كتب النحات وصائغ الذهب بينفينوتي تشيليني واحدة من أولى السير الذاتية العظيمة لعصر النهضة، والتي كُتبت بين عامي 1556 و1558، وأطلق عليها عنوان (فيتا بالإيطالية أي الحياة)، وقال في المقدمة: يجب على كل إنسان يعرف ما هي أو كيف تبدو الإنجازات العظيمة، وإذا كان يهتم بالحقيقة والخير، يجب عليه أن يكتب قصة حياته بنفسه، ولكن لا ينبغي لأحد أن يغامر بذلك قبل أن يتجاوز سن الأربعين. ومن السير الذاتية الأخرى التي ظهرت في هذه الفترة تلك التي كتبها عالم الرياضيات والطبيب والمنجم الإيطالي جيرولامو كاردانو (1574).
أقدم سيرة ذاتية معروفة باللغة الإنجليزية هي كتاب مارغري كيمبي، الذي كُتب عام 1438. يصف الكتاب رحلات حج مارغري كيمبي إلى الأراضي المقدسة وروما، ومحاولاتها للتفاوض مع زوجها، والأهم من ذلك كله تجاربها الدينية باعتبارها زوجة رجل صوفي مسيحي. نُشرت مقتطفات من الكتاب في أوائل القرن السادس عشر، لكن النص الكامل لم ينشر إلا في عام 1936.
كانت غارينا لي (1783 - 1864) أول امرأة أمريكية من أصل أفريقي تنشر سيرة ذاتية في الولايات المتحدة.